# Бєлослава (співачка)
Бєлослава (нар. 10 липня 1974 року, Софія, Народна Республіка Болгарія) — болгарська співачка. Закінчила Національну музичну академію (Софія).

## Дискографія
- 2001 — Улици
- 2005 — Слушай ме
- 2012 — Когато има защо…
- 2016 — Красотата